# Кокола
Кокола (фин. Kokkola, швед. Karleby) је град у Финској, у западном делу државе. Кокола је управно седиште и највећи град округа Средишња Остроботнија, где град са окружењем чини истоимену општину Кокола.

## Географија
Град Кокола се налази у западном делу Финске. Од главног града државе, Хелсинкија, град је удаљен 500 км северно.
Рељеф: Кокола се сместила у југоисточном делу Скандинавије, у историјској области Остроботнија. Подручје града је равничарско до брежуљкасто, а надморска висина се креће око 5 м.
Клима у Коколи је континентална, мада је за ово за финске услова блажа клима због утицаја Балтика. Стога су зиме нешто блаже и краће, а лета свежа.
Воде: Кокола се сместила на североисточној обали Балтичког мора (Ботнијски залив). Град се заправо сместио на дну омањег залива.

## Историја
Кокола је за финске услове стар град, са градским правима од 1620. године. Насеље, као приморско и стратешки постављено, се брзо развило у значајно трговиште.
Последњих пар деценија град се брзо развио у савремено градско насеље јужног дела државе.

## Становништво
Према процени из 2012. године у Коколи је живело 35.587 становника, док је број становника општине био 46.714.
| 1980.  | 1990.  | 2000.  | 2012.  |
| ------ | ------ | ------ | ------ |
| 28.921 | 31.209 | 32.439 | 35.587 |

Етнички и језички састав: Кокола је вековима био у етничком смислу Шведски град. Тек у првој половини 20. века, са појачаном урбанизацијом, етнички Финци постају већина. У последње време, са јачим усељавањем у Финску, становништво града је постало још шароликије. По последњим подацима преовлађују Финци (84,3%), значајна мањина су Швеђани (13,4%), док су остало усељеници.

## Галерија
- Шеталиште у Коколи
- Улица старе Коколе
- Главна Протестантска црква у граду
- Градска болница